# Carl Zuckmayer
Carl Zuckmayer (Nackenheim, 27 december 1896 - Visp, Zwitserland, 18 januari 1977) was een Duitse schrijver.

## Leven

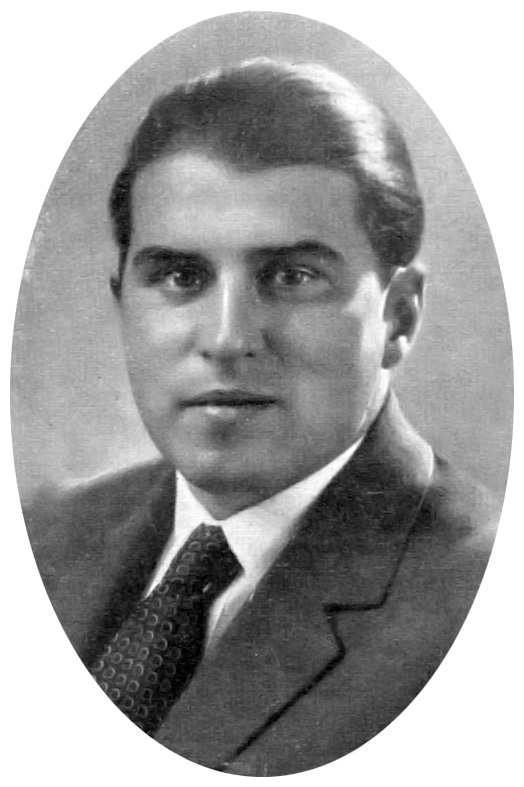
Carl Zuckmayer (1920)

Zuckmayer groeide op in Mainz, doorliep daar het gymnasium en nam als vrijwilliger deel aan de Eerste Wereldoorlog. Na de oorlog studeerde hij nog twee jaar in Frankfurt en Heidelberg, maar in 1920 trok hij naar Berlijn en begon hij te schrijven. Na een zwerftocht door Noorwegen en Lapland vestigde hij zich in 1924 in München en werd daar dramaturg bij Max Reinhardt, samen met Bertolt Brecht. Ook begon hij in deze periode filmscripts te schrijven, waarvan dat van Der blaue Engel het bekendst is. Ook was hij verantwoordelijk voor het script van de Nederlandse film Boefje (1939).
Zuckmayers moeder was van Joodse afkomst. Dit feit gecombineerd met zijn anti-nazistische opstelling dwongen hem in 1938 tot emigratie, via Zwitserland naar de Verenigde Staten. Hij probeerde onder andere als scenarioschrijver voet aan de grond te krijgen in Hollywood, maar kon niet aarden in dat bestaan en werd uiteindelijk een tijdlang “farmer” in Vermont. In 1946 keerde hij naar Europa terug en vestigde zich in Zwitserland. Hij stierf in 1977 op 80-jarige leeftijd.

## Werk
Zuckmayers toneelwerk is altijd als het belangrijkste deel van zijn oeuvre beschouwd. In 1925 won hij de Heinrich von Kleistprijs voor zijn volkskomedie Der fröhliche Weinberg. In 1927 oogstte hij veel succes met Schinderhannes, een toneelballade over de historische, tot een Robin Hood-achtige rebel geïdealiseerde Johannes Bückler. Het meest bekend werd Zuckmayer met het satirische toneelstuk Der Hauptman von Köpenick (1930), een antimilitaristische tragikomedie over de Berlijnse schoenmaker Wilhelm Voigt, die op straat een aantal soldaten rekruteerde en het stadhuis van Köpenick bezette.
In het naoorlogse toneelwerk van Zuckmayer is een duidelijke ontwikkeling naar een conservatief, religieus humanisme te bespeuren. Wereldsucces behaalde hij met het stuk Des Teufels General (1946), waarin hij het dilemma van vaderlandsliefde en nazi-haat gestalte geeft door het uitspreken van zijn vertrouwen in de positieve krachten van het “andere Duitsland”.
Zuckmayer maakte verder ook naam als verteller. Als hoogtepunt in zijn proza wordt beschouwd het autobiografische Als war’s ein Stück von mir (1966).
Het werk van Zuckmayer werd veelvuldig onderscheiden, onder meer met de Goetheprijs, de Georg-Büchner-Preis, Grote Oostenrijkse Staatsprijs, de Orde van Verdienste van de Bondsrepubliek Duitsland en Pour le Mérite.